# Ponthieva hildae
Ponthieva hildae är en orkidéart som beskrevs av Roberto González Tamayo och Soltero. Ponthieva hildae ingår i släktet Ponthieva och familjen orkidéer. Inga underarter finns listade i Catalogue of Life.